# Свети Георги (Неохори)
Вижте пояснителната страница за други значения на Свети Георги.
„Свети Георги“ (на гръцки: Ἱερός Ναός Ἁγίου Γεωργίου) е православна църква в село Неохори (Ново село), Халкидики, Гърция, част от Йерисовската, Светогорска и Ардамерска епархия. Църквата е построена на хълм в 1858 година. Църквата има ценни икони, дело на майстори от Галатищката художествена школа, сред които смятаните за чудотворни „Света Богородица Гогроепикос“ от XIX век, „Разпятие“ от XVII век, многобройни реликви и фрески на евангелистите. Църквата е построена върху по-стар храм, посветен на Свети Илия.